# Бутаково (Московская область)
Бутаково — деревня в Волоколамском районе Московской области России, входит в состав сельского поселения Спасское. Население — 8 чел. (2010).

## География
Деревня Бутаково расположена на западе Московской области, в южной части Волоколамского района, примерно в 16 км к югу от города Волоколамска, на правом берегу впадающей в Рузское водохранилище реки Педни. К деревне приписано 4 садоводческих товарищества. Ближайшие населённые пункты — деревни Карабузино, Судниково и Акулово.

## Население
| 1859 | 1890 | 1899 | 1926 | 2002 | 2006 | 2010 |
| ---- | ---- | ---- | ---- | ---- | ---- | ---- |
| 369  | ↘243 | ↘169 | ↗253 | ↘25  | ↘8   | →8   |

## История
В «Списке населённых мест» 1862 года Бутаки — владельческая деревня 1-го стана Рузского уезда Московской губернии на просёлочной дороге между Волоколамским и Воскресенским трактами, в 20 верстах от уездного города, при безымянной речке, с 48 дворами и 369 жителями (175 мужчин, 194 женщины).
По данным на 1890 год — деревня Судниковской волости Рузского уезда с 243 душами населения.
В 1913 году — 52 двора.
По материалам Всесоюзной переписи населения 1926 года — центр Бутаковского сельсовета Судниковской волости Волоколамского уезда в 14 км от Осташёвского шоссе и 16 км от станции Волоколамск Балтийской железной дороги. Проживало 253 жителя (95 мужчин, 158 женщин), насчитывалось 65 хозяйств, среди которых 63 крестьянских, имелась школа.
С 1929 года — населённый пункт в составе Волоколамского района Московского округа Московской области. Постановлением ЦИК и СНК от 23 июля 1930 года округа как административно-территориальные единицы были ликвидированы.
1929—1939, 1957—1963, 1965—1994 гг. — деревня Судниковского сельсовета Волоколамского района.
1939—1957 гг. — деревня Судниковского сельсовета Осташёвского района.
1963—1965 гг. — деревня Судниковского сельсовета Волоколамского укрупнённого сельского района.
1994—2006 гг. — деревня Судниковского сельского округа Волоколамского района.
С 2006 года — деревня сельского поселения Спасское Волоколамского муниципального района Московской области.